# Apeadero km 141
Kilómetro 141 era un desvío que cumplía tareas de embarcadero ferroviario  para el Ferrocarril Central del Chubut que unía la costa norte de la Provincia del Chubut con la localidad de Las Plumas en el interior de dicha provincia.

## Toponimia
El desvío tomó su nombre de la distancia 141.2 kilómetros que lo separaban de Puerto Madryn. Este punto kilométrico fue redondeado a 141 para facilitar su uso en el lenguaje ferroviario. En algunos de los itinerarios, el apeadero era nombrado como Desvío Kilómetro 141.

## Características
Al funcionar como parada permitía el acceso de los viajeros a los trenes, aunque no se vendían pasajes ni contaba con una edificación que cumpliera las funciones de estación propiamente dicha.
En cuanto a su configuración existen tres fuentes que informaron cuanto medía el desvío: La primera es el itinerario de 1934 que arrojó 160 metros de largo. En cambió, el itinerario de 1940 describe un apartadero de 208 metros de longitud. Esto concuerda con  una recopilación de datos del itinerario de 1945 e informes de la época de clausura detalló que el mismo  largo de la vía auxiliar. Sin embargo, en este informe se lo catalogó como embarcadero para pasajeros y cargas. "Habilitado únicamente para subir y bajar pasajeros. El equipaje que no sea bulto de mano, deberá ser cargado o descargado, según el caso, por el interesado directamente en el furgón." Cargas: "Se emite guía, con indicación del embarcadero, a o de la estación más allá. Habilitado únicamente para el recibo de cargas con flete pagado en procedencia y para el despacho de cargas con flete a pagar en destino. Recibe y despacha cargas por vagón completo únicamente." 
Posiblemente, la diferencia entre los documentos se deba a una mejor medición, ampliación o un error en la recopilación de datos. Por último, Su importancia estaba dada por estar situado muy cerca del cruce del ferrocarril con Ruta Nacional 25.

## Funcionamiento
Un análisis de horarios mostró que este desvío era de baja consideración para el ferrocarril. Por esta razón, este punto no figuró en la mayoría de los informes de horarios e itinerarios dedicados a este ferrocarril. Es por esto que, desde el primero de los registros de horarios se lo omite junto a varios desvíos más; quizás por no existir. Sin embargo, recién fue comentado a partir del itinerario de 1934.
Un primer informe del año 1928 tampoco hizo alusión a este punto en sus itinerarios. No obstante, ya se nombraba la vecina estación Boca de Zanja. Al mismo tiempo se vio al ferrocarril completamente dividido en dos líneas. Desde Madryn partía la línea «Central del Chubut» con destino a Dolavon, previo paso por las intermedias. La segunda era llamada «A Colonia 16 de Octubre». Aunque el tren no arribaba a dicha colonia, lo hacía en combinación con buses. Esta línea recorría el resto del tendido hasta Alto de Las Plumas los lunes y viernes. Sin embargo, el punto de salida era Rawson y no Madryn. El viaje iniciaba a las 9:25 y culminaba a las 18:57.
Un segundo informe de 1930 expuso unificadas las dos líneas anteriores y puso a Madryn como cabecera. El viaje de larga distancia se continuó haciendo a vapor. Este partía lunes y viernes de estación Puerto Madryn a las 7:30 y arribaba a Las Plumas a las 19:35. Tampoco, se hizo informe de este destino.
El tercer informe de 1934 se expuso como uno de los más completos y el primero en mencionar a este punto. En el se describió el viaje que partía desde Puerto Madryn a partía a las 8:30 los miércoles con arribo a Alto de las Plumas 20:15. En todos los viajes el trayecto a Km 141 le infería a los trenes 6:34 minutos. En tanto, la distancia para unirse con Campamento Villegas era de 11 minutos y con Km 132 se requerían 29 minutos.
El cuarto informe de 1936 repitió las condiciones de los informes anteriores. El viaje a Las Plumas iniciaba los miércoles a las 8:45 y culminaba 19:30. 
El quinto informe del 1 de abril de 1938 brindó leves variaciones. El apeadero no fue enlistado como en el anterior informe. Sin embargo, Km 141 continuó siendo paso del viaje principal que partía los miércoles desde Madryn a Las Plumas a las 8:00 horas para arribar a las 19:30 horas.
El itinerario de Ferrocarriles del Estado del 15 de diciembre de 1940 detalla que el viaje principal partía los miércoles desde Madryn a Las Plumas a las 7:45 horas, paso por Km 141 14:54 y arribo a las 19:30 horas a Las Plumas; mientras que el regreso se emprendía desde Las Plumas los jueves las 7:00, con visita por Km 141 10:57 y llegada a Madryn a las 17:30. Además, el desvío era parada obligatoria de los trenes y contaba con algún tipo de edificación para pasajeros a la izquierda de la vía; siendo de los pocos desvíos - apeaderos con este tipo de infraestructura. Por último, el documento informa que se precisaba 11 minutos para unir la distancia con Campamento Villegas y 26 minutos para hacer el recorrido hacia Km 132.
El informe de 1942 no arrojó grandes variaciones respecto a los informes anteriores. De este modo, no tuvo mención para este apeadero.
El itinerario de 1946 es uno de los más completos que abordó al ferrocarril. En este informe se comunicó la continuidad de existencia de la línea a Colonia 16 de octubre y la del Central del Chubut. El viaje partía los miércoles siempre en trenes mixtos de cargas y pasajeros. El tren salía de Madryn a las 7:30, luego el viaje culminaba en Altos de Las Plumas a las 19:30. El tiempo de 12 horas de viaje se debió a que el mismo se hacía a vapor. Los servicios de trenes mixtos arribaban a este punto a las 14:44, estando separado de Km 132 por 28 minutos y de Campamento Villegas por 11 minutos.
El mismo itinerario con fecha el 15 de diciembre de 1946 fue presentado por otra editorial y en el se hizo mención menos detallada de los servicios de pasajeros de este ferrocarril. El itinerario difirió principalmente en lo relacionado con varios puntos como estaciones y apeaderos que fueron colocados con otros nombres. Sin embargo, la diferencia más notable fue la ausencia de este desvío y otros más que estaban en iguales condiciones: Km 11, Km 22, Km 50 y Km 132.
El itinerario emitido el 10 de diciembre de 1948 describió el viaje de cargas por primera vez. Este viaje tenía paradas en todos los puntos hasta la punta de riel y la particularidad que iniciaba en Trelew los martes desde las 9 en forma condicional, pasando por Km 141 a las 12:24 y finalizando en Altos de Las Plumas a las 17:15; mientras que el  regreso se producía los viernes desde las 8:25 con paso por Km 141 a las 12:21 y arribo a Trelew a las 15:55. En cuanto al viaje completo, iniciaba en Madryn a los jueves desde las 7:40, pasando por Km 141 a las 13:53 y finalizando en Altos de las Plumas a las 18:20. El regreso se producía los viernes desde las 9:20, previo paso por este punto a las 13:05 y arribo a Madryn a las 19:20. En cuanto al funcionamiento del ferrocarril en este punto, fue parada obligatoria de las líneas que lo atravesaron.    
Para el último informe de horarios de noviembre de 1955 es último informe de horarios que menciona a este punto. En este documento se volvió a ver disociada a la estación Madryn del resto de las líneas. De esta forma, el viaje de larga distancia mutó corriendo los miércoles  desde las 10:30 de Trelew en trenes mixtos hacia Las Plumas con arribo a las 17:43.  El tren arribaba al apeadero a las 13:35. Mientras que la corta distancia a Campamento Villegas era unida en 12 minutos. Por otro lado, el vecino apeadero Km 132 ya no fue aludido y en su lugar figuró Boca de Zanja, el trayecto hasta Km 141 demoraba 40 minutos.